# 盗まれた雷撃 (ミュージカル)
『盗まれた雷撃』 (ぬすまれたらいげき、英語: The Lightning Thief: The Percy Jackson Musical ) は、2017年のロブ・ロキツキ作詞作曲、ジョー・トレイツ脚本によるミュージカル。リック・ライアダンによるファンタジー小説「パーシー・ジャクソンとオリンポスの神々」シリーズの1作目で2005年に発表された小説『盗まれた雷撃』を原作とする。10代で自身が半神であることを知ったばかりのパーシー・ジャクソンがゼウスの稲妻を探し、ギリシア神話の神々たちの戦いを止めるための壮大な旅を描いている。

## 背景
2014年、ニューヨークにおいてシアターワークスUSAにより1時間半の作品が上演された後、全米ツアー公演が行なわれ、2017年1月10日、新曲を加え、改良し、脚本を深めた改訂版の上演が発表された。3月23日からプレビュー公演が、4月4日から本公演が5月6日までの期間限定でルシル・ローテル・シアターにて上演されることとなった。2018年4月17日、2019年にシカゴにて全米ツアー公演が開幕することが発表された。また、翻訳版が2022年9月に日本で初めて上演されることが発表されている。

## あらすじ

### 第1幕
注意欠陥多動性障害およびディスレクシアの10代のパーシー・ジャクソンは校外学習でメトロポリタン美術館へ行く。そこで数学の代行教師であるドッズ先生に呼び出される。2人きりになるとドッズ先生はギリシャ神話ハーデースの悪魔エリーニュスに変身する。ラテン語教師ブラナー先生からリップタイドという名の剣に変身したペンを投げ渡され、攻撃をかわしてドッズ先生を気化させる。パーシーはグループから離れ単独行動をとったことで停学となる。パーシーは美術館で起こったできごとを説明しようとするが、ブラナー先生も親友グローバー・アンダーウッドも誰もドッズ先生のことを覚えておらずショックを受ける("Prologue/The Day I Got Expelled")。
パーシーが帰宅すると、母サリーは全て理解しているようでパーシーの停学を許すが、サリーの彼氏のゲイブはパーシーを責める。サリーはパーシーが生まれる前に別れたパーシーの父親について話す必要があると語る。パーシーは父親についてとても苦悩し、停学に落胆しており、自身を責める。サリーは、変わり者のパーシーは「特別」なのだと語る("Strong")。サリーがパーシーの父親と出会った浜辺にパーシーを連れて行くと、偶然グローバーと出会う。グローバーはヤギのようなギリシャ守護神サテュロスに変身し、パーシーは驚く。
突然、半分雄牛、半分男性のミーノータウロスが3人を襲う。サリーは自身を犠牲にし、パーシーとグロバーはサリーが「訓練所」と呼ぶ地にたどり着く。ミーノータウロスはサリーを殺し、直後にパーシーは復讐で眼光にてミーノータウロスを殺す。パーシーは頭を蹴られて意識不明となり、アロハシャツを着た男から貝殻を与えられ「海に関連するものは必ず海に戻る」と語る幻想を見る("The Minotaur/The Weirdest Dream")。
パーシーが目覚めると、ハーフ訓練所と呼ばれる場所にいることに気付く。幻想で男がくれた貝殻がポケットの中にある。訓練所の支配人でミスター・Dと呼ばれるブドウ酒と酩酊の神ディオニューソスは面倒そうにパーシーに対しパーシーが人間のギリシャ神の息子の半神であることを説明する("Another Terrible Day")。不死身のケンタウロスのケイローンであるブラナー先生も訓練所におり、パーシーに神は自分を必要としているというサインを送ってくると語る。しかしパーシーは懐疑的で、生まれてから一度も父親は何のサインも送ってきたことがないと怒る。ヘルメスの息子で19歳のルーク・キャステランはパーシーに同情し、訓練所にいる者の多くはサインを送られたことがなく神である親に会ったことがないと語る("Their Sign")。
パーシーはしばらく訓練所で暮らすこととなり、アプロディーテーの娘サイリナ・ボーリガード、デーメーテールの娘ケイティ・ガードナー、パーシーを嫌うアレースの娘クラリサ・ラ・ルー、意識不明となったパーシーの世話をするアテーナーの娘アナベス・チェイスと知り合う。旗取りゲームの際、アナベスがリーダーシップを発揮し、パーシーを邪魔にならないように男性用トイレに隠れさせる。クラリサはパーシーを見つけ出して負かそうとするが、突然トイレが壊れてクラリサは水浸しとなる("Put You in Your Place")。事態が落ち着くと、クラリサを含む訓練所生たちはキャンプファイアを行ない、神と限りある命の人間の親たちとの関係などそれぞれが不安を吐露する("Campfire Song")。
パーシーは自分が海の神ポセイドーンの息子であると明かされる。ゼウスの稲妻が盗まれたという噂が立ち、パーシーが第一容疑者となる。パーシーはほかの2人と共に稲妻を取り戻し、神々の戦いを防ぐ旅に出なくてはならないとされる。パーシーはピューティアーによるデルポイの神託から預言も受けなければならない("The Oracle")。しかしパーシーはルークから、真の犯人と噂のあるハーデースがいる冥界に母親がいると教えられ、そのためだけに行くことにする。アナベスとグローバーは旅に無理矢理同行することにし、ルークから与えられた翼のある靴と共に3人は森の中へと危険な旅に出る("Killer Quest!")。

### 第2幕
エリーニュスたちに襲われ、3人はバスから逃げる。バスは爆発し、3人は道に迷い絶望する("Lost!")。切羽詰まってパーシーはエムおばさんの石像店へ入る。風変わりなエムおばさんは3人の写真を撮ろうとするが、エムおばさんの正体がメドゥーサであると判明する。パーシーはリップタイドでメドゥーサの首を切り落とす。アナベスはこの戦いに辟易し、グローバーが外に偵察に行っている間、パーシーはアナベスと対峙する。アナベスはこれまでの人生で皆に無視され、母アテーナーに相談する機会もなかったと語る("My Grand Plan")。
グローバーが持ってきた電車の乗車券を手に3人はセントルイスに向かい、キマイラや嵐など多くの困難に立ち向かう。道中アレースと会い、ネバダ州に連れていかれる("Drive")。ロサンゼルスに向かうバスに乗るとパーシーは眠ってしまい、男性2人が話している夢を見る。力強い声がタレイアという名の犠牲者について言及する("The Weirdest Dream Reprise")。パーシーは驚いて目が覚め、グローバーにタレイアという人物を知っているか尋ねる。グローバーは数年前にルーク、アナベス、ゼウスの娘タレイア・グレイスを連れて訓練所に行ったことがあると打ち明ける。一同が攻撃され、グローバーが守り切れなかったためタレイアは自ら囮となって戦死し、ハーフ訓練所の境界を守る神木に変身したのである。グローバーは責任を感じ、パーシーに顔向けができない("The Tree on the Hill")。パーシーはグローバーの正体が誰であろうと、何をしようと関係ない、常に友人でいてほしいと語る。
3人は冥界にたどり着き、カローンおよびすでに亡くなったミュージシャンたちに案内される("DOA")。パーシーは自分のリュックに稲妻が隠されていることに気付き、3人は稲妻がなぜここにあるのか考えをめぐらす。ルークから与えられた靴に引っ張られタルタロスに引き込まれそうになるが、なんとか持ちこたえる。何も知らないハーデースに事情を説明し、パーシーはポケットから貝を取り出し息を吹きかけると門が開く。その貝はポセイドーンから与えられたものと判明する。母を助けに戻ると誓い、パーシー、アナベス、グローバーは一旦逃げる。パーシーはアレースが自分とポセイドーンを引き合わせ、稲妻を仕込んだのではないかと考える。パーシーは我こそがポセイドーンの息子と宣言し、ポセイドーンから与えられた貝と水を操りアレースと戦いアナベス、グローバーを助ける("Son of Poseidon")。
3人は英雄として訓練所に戻るが、パーシーは度重なる困難に辟易する。パーシーはルークを信用し、以前と同じように混乱していると語るとルークは同意し、自分も旅の後は同じように感じたと語る。ルークは軽く、稲妻を盗んだのは自分で、神々に復讐するためクロノスと組んだと語る("The Last Day of Summer")。ルークはパーシーを殴って逃げる。パーシーはどんなに止めようとしても戦いは起きるとし、仲間たちと共にどんなことをしてでも戦うと語る("Bring on the Monsters")。

## 主要登場人物およびオリジナル・キャスト
| 登場人物                                                       | オリジナル・オフ・ブロードウェイ・キャスト (2017年) | 第1回全米ツアー・キャスト (2019年) |
| -------------------------------------------------------------- | --------------------------------------------------- | ---------------------------------- |
| パーシー・ジャクソン                                           | クリス・マカレル                                    | クリス・マカレル                   |
| グローバー・アンダーウッド & ミスター・D                       | ジョージ・サレイザー                                | ジョレル・ジェイヴィア             |
| アナベス・チェイス                                             | クリスティン・ストークス                            | クリスティン・ストークス           |
| ルーク・キャステラン, アレース                                 | ジェイムス・ヘイデン・ロドリゲス                    | ジェイムス・ヘイデン・ロドリゲス   |
| サリー・ジャクソン, サイリナ・ボーリガード, カローン, オラクル | キャリー・コンピア                                  | ジェイリン・スティール             |
| ドッズ先生, クラリサ・ラ・ルー, ケイティ・ガードナー           | サラ・ベス・ファイファー                            | サラ・ベス・ファイファー           |
| ブラナー先生/ケイローン, ポセイドーン                          | ジョナサン・ラヴィヴ                                | ライアン・ノウルズ                 |

## 使用楽曲
| 第1幕 - "Prologue/The Day I Got Expelled" – パーシー, ルーク, アナベス, グローバー, クラリサ, サイリナ, ブラナー先生、ドッズ先生 - "Strong" – サリー、パーシー - "The Minotaur/The Weirdest Dream" – パーシー、カンパニー - "Another Terrible Day" – ミスター・D - "Their Sign" – カローン, パーシー、ルーク - "Put You in Your Place" – クラリサ, アナベス, パーシー、訓練所生 - "The Campfire Song" – ルーク, アナベス, パーシー, グローバー, ケイティ, サイリナ,ケイローン - "The Oracle" – オラクル、カンパニー - "Good Kid" – パーシー、カンパニー - "Killer Quest!" – パーシー, アナベス, グローバー、カンパニー | 第2幕 - "Lost!” – パーシー, アナベス、グローバー - "My Grand Plan" – アナベス - "Drive" – グローバー, アナベス, パーシー, アレース、カンパニー - "The Weirdest Dream (Reprise)" – パーシー、クロノス - "The Tree on the Hill" – グローバー、カンパニー - "D.O.A." – ケイローン、カンパニー - "Son of Poseidon" – パーシー, アレース, アナベス, グローバー、サリー - "The Last Day of Summer" – パーシー, ルーク、訓練所生 - "Bring on the Monsters"– パーシー, アナベス, グローバー, クラリサ, ケイローン, サイリナ, ルーク |

### レコーディング
2017年7月7日、オリジナル・キャスト・アルバムがリリースされた。期間限定で出演者の写真集および『盗まれた雷撃』公式Tシャツが特典として同封された。

## 評価
批評家から好意的な評価を得ている。『ハフィントン・ポスト』のファン・シーゲルは台詞、ストーリー、出演者を称賛し、「オフ・ブロードウェイがミュージカルにとって重要な地であることを再認識させた」と語った。『タイム・アウト』誌のレイヴン・スヌークは「神々しい作品」と評した。
『ハリウッド・リポーター』誌のフランク・チェックは「2010年の映画版および2013年の続編の単なる焼き直しではなく、より楽しめる作品」とし、「子供たちがギリシア神話をより深く学ぶきっかけとなるかもしれない」と記した。

## 受賞歴
| 年   | 賞                          | 部門                                     | ノミネート者                             | 結果       |
| ---- | --------------------------- | ---------------------------------------- | ---------------------------------------- | ---------- |
| 2017 | ドラマ・デスク・アワード    | ミュージカル作品賞                       | ミュージカル作品賞                       | ノミネート |
| 2017 | ドラマ・デスク・アワード    | ミュージカル脚本賞                       | ジョー・トレイツ                         | ノミネート |
| 2017 | ドラマ・デスク・アワード    | ミュージカル助演男優賞                   | ジョージ・サレイザー                     | ノミネート |
| 2017 | Theater Fans' Choice Awards | オフ・ブロードウェイ・ミュージカル作品賞 | オフ・ブロードウェイ・ミュージカル作品賞 | ノミネート |

## 日本版（2022年）
翻訳・訳詞・演出：荻田浩一
| 登場人物             | キャスト   |
| -------------------- | ---------- |
| パーシー・ジャクソン | 岡本圭人   |
| アナベス             | 小南満佑子 |
| ルーク               | 水田航生   |
| グローバー           | 木内健人   |
| クラリサ 他          | 菜々香     |
| ドッズ先生 他        | 小野妃香里 |
| ミスターD 他         | 村井成仁   |
| カロン 他            | Ema        |
| サイリナ 他          | 横山賀三   |
| ゲイブ 他            | 小原和彦   |
| ブラナー先生 他      | 宮原浩暢   |
| サリー 他            | 壮一帆     |